# Campuchia tại Thế vận hội
Tính đến năm 2016, Campuchia đã tham dự chín Thế vận hội Mùa hè nhưng chưa một lần góp mặt tại Thế vận hội Mùa đông. Họ chưa lần nào giành được huy chương Olympic.
Ủy ban Olympic Campuchia được thành lập năm 1983 và được Ủy ban Olympic Quốc tế công nhận năm 1994.